# Konwencja z 1818
Konwencja z 1818 – porozumienie zawarte pomiędzy Wielką Brytanią a Stanami Zjednoczonymi, kolejne po ugodzie Rusha-Bagota, normalizujące stosunki pomiędzy oboma krajami (i Kanadą) po zakończeniu wojny brytyjsko-amerykańskiej 1812 roku. Konwencja regulowała trzy problemy:
- ustalała granicę pomiędzy Luizjaną a terytoriami kontrolowanymi przez Brytyjczyków wzdłuż 49 równoleżnika od Jeziora Leśnego do Gór Skalistych.
- definiowała Kraj Oregon jako terytoria położone na zachód od Gór Skalistych i na północ od 42 równoleżnika, którędy biegła granica pomiędzy USA a terytoriami hiszpańskimi. Kraj Oregon miał być otwarty dla wspólnego zasiedlenia przez oba kraje. Podział tego terytorium pozostawiono na okres późniejszy.
- Potwierdzała amerykańskie prawa do połowów na łowiskach północnego Atlantyku.